# Campeonato Mundial de Balonmano Femenino de 2005
El XVII Campeonato Mundial de Balonmano Femenino se celebró en San Petersburgo (Rusia) entre el 5 y el 18 de diciembre de 2005, bajo la organización de la Federación Internacional de Balonmano (IHF) y la Federación Rusa de Balonmano.

## Equipos participantes
| Grupo A      | Grupo B       | Grupo C         | Grupo D             |
| ------------ | ------------- | --------------- | ------------------- |
| China        | Angola        | Alemania        | Argentina           |
| Croacia      | Australia     | Austria         | Camerún             |
| Japón        | Corea del Sur | Brasil          | Francia             |
| Países Bajos | Eslovenia     | Costa de Marfil | Macedonia del Norte |
| Rusia        | Hungría       | Dinamarca       | Rumania             |
| Uruguay      | Noruega       | Polonia         | Ucrania             |

## Primera fase

### Grupo A
| Equipo       | J | G | E | P | G+  | G-  | DG   | PTS |
| ------------ | - | - | - | - | --- | --- | ---- | --- |
| Rusia        | 5 | 5 | 0 | 0 | 176 | 110 | +66  | 10  |
| Países Bajos | 5 | 4 | 0 | 1 | 145 | 123 | +22  | 8   |
| Croacia      | 5 | 3 | 0 | 2 | 165 | 126 | +39  | 6   |
| China        | 5 | 2 | 0 | 3 | 154 | 146 | +8   | 4   |
| Japón        | 5 | 1 | 0 | 4 | 152 | 155 | -3   | 2   |
| Uruguay      | 5 | 0 | 0 | 5 | 73  | 205 | -132 | 0   |

- Encuentros disputados

| Fecha    | Hora¹ | Partido      | Partido | Partido      | Resultado |
| -------- | ----- | ------------ | ------- | ------------ | --------- |
| 05.12.05 | 16:00 | Países Bajos | -       | Croacia      | 29 - 27   |
| 05.12.05 | 19:00 | Rusia        | -       | Uruguay      | 43 - 16   |
| 05.12.05 | 21:00 | Japón        | -       | China        | 27 - 33   |
| 06.12.05 | 17:00 | Uruguay      | -       | Países Bajos | 8 - 29    |
| 06.12.05 | 19:00 | China        | -       | Rusia        | 20 - 36   |
| 06.12.05 | 21:00 | Croacia      | -       | Japón        | 31 - 30   |
| 07.12.05 | 17:00 | Japón        | -       | Uruguay      | 44 - 22   |
| 07.12.05 | 19:00 | Rusia        | -       | Países Bajos | 34 - 22   |
| 07.12.05 | 21:00 | China        | -       | Croacia      | 29 - 35   |
| 09.12.05 | 17:00 | Países Bajos | -       | Japón        | 35 - 27   |
| 09.12.05 | 19:00 | Rusia        | -       | Croacia      | 29 - 28   |
| 09.12.05 | 21:00 | Uruguay      | -       | China        | 18 - 45   |
| 10.12.05 | 17:00 | Países Bajos | -       | China        | 30 - 27   |
| 10.12.05 | 19:00 | Japón        | -       | Rusia        | 24 - 34   |
| 10.12.05 | 21:00 | Croacia      | -       | Uruguay      | 44 - 9    |

- (¹) -  Hora local de San Petersburgo (UTC +3)

### Grupo B
| Equipo        | J | G | E | P | G+  | G-  | DG   | PTS |
| ------------- | - | - | - | - | --- | --- | ---- | --- |
| Hungría       | 5 | 4 | 1 | 0 | 180 | 113 | +67  | 9   |
| Corea del Sur | 5 | 3 | 0 | 2 | 173 | 155 | +18  | 6   |
| Noruega       | 5 | 3 | 0 | 2 | 155 | 112 | +43  | 6   |
| Eslovenia     | 5 | 2 | 1 | 2 | 159 | 132 | +27  | 5   |
| Angola        | 5 | 2 | 0 | 3 | 167 | 140 | +27  | 4   |
| Australia     | 5 | 0 | 0 | 5 | 54  | 236 | -182 | 0   |

- Encuentros disputados

| Fecha    | Hora¹ | Partido       | Partido | Partido       | Resultado |
| -------- | ----- | ------------- | ------- | ------------- | --------- |
| 05.12.05 | 17:00 | Hungría       | -       | Australia     | 57 - 9    |
| 05.12.05 | 19:00 | Eslovenia     | -       | Corea del Sur | 42 - 35   |
| 05.12.05 | 21:10 | Noruega       | -       | Angola        | 36 - 30   |
| 06.12.05 | 17:00 | Australia     | -       | Eslovenia     | 13 - 41   |
| 06.12.05 | 19:00 | Angola        | -       | Hungría       | 30 - 34   |
| 06.12.05 | 21:00 | Corea del Sur | -       | Noruega       | 30 - 25   |
| 07.12.05 | 17:00 | Hungría       | -       | Eslovenia     | 27 - 27   |
| 07.12.05 | 19:00 | Angola        | -       | Corea del Sur | 32 - 35   |
| 07.12.05 | 21:10 | Noruega       | -       | Australia     | 47 - 10   |
| 09.12.05 | 17:00 | Australia     | -       | Angola        | 8 - 47    |
| 09.12.05 | 19:00 | Hungría       | -       | Corea del Sur | 42 - 29   |
| 09.12.05 | 21:10 | Eslovenia     | -       | Noruega       | 22 - 29   |
| 10.12.05 | 17:00 | Corea del Sur | -       | Australia     | 44 - 14   |
| 10.12.05 | 19:00 | Eslovenia     | -       | Angola        | 27 - 28   |
| 10.12.05 | 21:10 | Noruega       | -       | Hungría       | 18 - 20   |

- (¹) -  Hora local de San Petersburgo (UTC +3)

### Grupo C
| Equipo          | J | G | E | P | G+  | G-  | DG  | PTS |
| --------------- | - | - | - | - | --- | --- | --- | --- |
| Dinamarca       | 5 | 4 | 0 | 1 | 168 | 139 | +29 | 8   |
| Alemania        | 5 | 4 | 0 | 1 | 165 | 123 | +42 | 8   |
| Brasil          | 5 | 3 | 0 | 2 | 146 | 149 | -3  | 6   |
| Austria         | 5 | 3 | 0 | 2 | 158 | 147 | +11 | 6   |
| Polonia         | 5 | 1 | 0 | 4 | 136 | 154 | -18 | 2   |
| Costa de Marfil | 5 | 0 | 0 | 5 | 118 | 179 | -61 | 0   |

- Encuentros disputados

| Fecha    | Hora¹ | Partido         | Partido | Partido         | Resultado |
| -------- | ----- | --------------- | ------- | --------------- | --------- |
| 05.12.05 | 16:00 | Austria         | -       | Costa de Marfil | 32 - 21   |
| 05.12.05 | 19:00 | Polonia         | -       | Alemania        | 21 - 33   |
| 05.12.05 | 21:00 | Dinamarca       | -       | Brasil          | 31 - 22   |
| 06.12.05 | 17:00 | Brasil          | -       | Polonia         | 34 - 31   |
| 06.12.05 | 19:00 | Alemania        | -       | Austria         | 34 - 27   |
| 06.12.05 | 21:00 | Costa de Marfil | -       | Dinamarca       | 21 - 42   |
| 07.12.05 | 17:00 | Polonia         | -       | Austria         | 25 - 28   |
| 07.12.05 | 19:00 | Brasil          | -       | Costa de Marfil | 34 - 26   |
| 07.12.05 | 21:00 | Dinamarca       | -       | Alemania        | 27 - 26   |
| 09.12.05 | 17:00 | Polonia         | -       | Costa de Marfil | 31 - 26   |
| 09.12.05 | 19:00 | Alemania        | -       | Brasil          | 32 - 24   |
| 09.12.05 | 21:00 | Austria         | -       | Dinamarca       | 42 - 35   |
| 10.12.05 | 17:00 | Austria         | -       | Brasil          | 29 - 32   |
| 10.12.05 | 19:00 | Costa de Marfil | -       | Alemania        | 24 - 40   |
| 10.12.05 | 21:00 | Dinamarca       | -       | Polonia         | 33 - 28   |

- (¹) -  Hora local de San Petersburgo (UTC +3)

### Grupo D
| Equipo              | J | G | E | P | G+  | G-  | DG  | PTS |
| ------------------- | - | - | - | - | --- | --- | --- | --- |
| Rumania             | 5 | 5 | 0 | 0 | 168 | 109 | +59 | 10  |
| Ucrania             | 5 | 3 | 1 | 1 | 156 | 126 | +30 | 7   |
| Francia             | 5 | 3 | 0 | 2 | 144 | 110 | +34 | 6   |
| Macedonia del Norte | 5 | 2 | 1 | 2 | 149 | 122 | +27 | 5   |
| Argentina           | 5 | 1 | 0 | 4 | 79  | 150 | -71 | 2   |
| Camerún             | 5 | 0 | 0 | 5 | 103 | 182 | -79 | 0   |

- Encuentros disputados

| Fecha    | Hora¹ | Partido             | Partido | Partido             | Resultado |
| -------- | ----- | ------------------- | ------- | ------------------- | --------- |
| 05.12.05 | 16:30 | Ucrania             | -       | Camerún             | 34 - 23   |
| 05.12.05 | 18:30 | Rumania             | -       | Argentina           | 31 - 15   |
| 05.12.05 | 20:30 | Francia             | -       | Macedonia del Norte | 25 - 22   |
| 06.12.05 | 16:30 | Camerún             | -       | Rumania             | 19 - 50   |
| 06.12.05 | 18:30 | Macedonia del Norte | -       | Ucrania             | 29 - 29   |
| 06.12.05 | 20:30 | Argentina           | -       | Francia             | 11 - 33   |
| 07.12.05 | 17:00 | Ucrania             | -       | Rumania             | 27 - 30   |
| 07.12.05 | 19:00 | Macedonia del Norte | -       | Argentina           | 32 - 15   |
| 07.12.05 | 21:00 | Francia             | -       | Camerún             | 33 - 17   |
| 09.12.05 | 17:00 | Camerún             | -       | Macedonia del Norte | 22 - 44   |
| 09.12.05 | 19:00 | Ucrania             | -       | Argentina           | 34 - 17   |
| 09.12.05 | 21:00 | Rumania             | -       | Francia             | 28 - 26   |
| 10.12.05 | 17:00 | Argentina           | -       | Camerún             | 21 - 20   |
| 10.12.05 | 19:00 | Rumania             | -       | Macedonia del Norte | 29 - 22   |
| 10.12.05 | 21:00 | Francia             | -       | Ucrania             | 27 - 32   |

- (¹) -  Hora local de San Petersburgo (UTC +3)

## Segunda fase

### Grupo 1
| Equipo        | J | G | E | P | G+  | G-  | DG  | PTS |
| ------------- | - | - | - | - | --- | --- | --- | --- |
| Rusia         | 5 | 5 | 0 | 0 | 156 | 132 | +24 | 10  |
| Hungría       | 5 | 4 | 0 | 1 | 159 | 138 | +21 | 8   |
| Países Bajos  | 5 | 2 | 1 | 2 | 140 | 154 | -14 | 5   |
| Corea del Sur | 5 | 2 | 0 | 3 | 150 | 162 | -12 | 4   |
| Noruega       | 5 | 1 | 1 | 3 | 132 | 131 | +1  | 3   |
| Croacia       | 5 | 0 | 0 | 5 | 140 | 160 | -20 | 0   |

- Encuentros disputados

| Fecha    | Hora¹ | Partido       | Partido | Partido       | Resultado |
| -------- | ----- | ------------- | ------- | ------------- | --------- |
| 12.12.05 | 17:00 | Croacia       | -       | Hungría       | 26 - 27   |
| 12.12.05 | 19:00 | Rusia         | -       | Corea del Sur | 32 - 27   |
| 12.12.05 | 21:10 | Países Bajos  | -       | Noruega       | 30 - 30   |
| 13.12.05 | 17:00 | Corea del Sur | -       | Croacia       | 38 - 34   |
| 13.12.05 | 19:00 | Hungría       | -       | Países Bajos  | 37 - 30   |
| 13.12.05 | 21:10 | Noruega       | -       | Rusia         | 22 - 26   |
| 15.12.05 | 17:00 | Países Bajos  | -       | Corea del Sur | 29 - 26   |
| 15.12.05 | 19:00 | Rusia         | -       | Hungría       | 35 - 33   |
| 15.12.05 | 21:10 | Croacia       | -       | Noruega       | 25 - 37   |

- (¹) -  Hora local de San Petersburgo (UTC +3)

### Grupo 2
| Equipo    | J | G | E | P | G+  | G-  | DG  | PTS |
| --------- | - | - | - | - | --- | --- | --- | --- |
| Rumania   | 5 | 5 | 0 | 0 | 163 | 141 | +22 | 10  |
| Dinamarca | 5 | 3 | 1 | 1 | 137 | 128 | +9  | 7   |
| Alemania  | 5 | 3 | 0 | 2 | 145 | 140 | +5  | 6   |
| Brasil    | 5 | 2 | 0 | 3 | 147 | 153 | -6  | 4   |
| Ucrania   | 5 | 1 | 1 | 3 | 145 | 147 | -2  | 3   |
| Francia   | 5 | 0 | 0 | 5 | 121 | 149 | -28 | 0   |

- Encuentros disputados

| Fecha    | Hora¹ | Partido   | Partido | Partido   | Resultado |
| -------- | ----- | --------- | ------- | --------- | --------- |
| 12.12.05 | 17:00 | Alemania  | -       | Francia   | 32 - 26   |
| 12.12.05 | 19:00 | Brasil    | -       | Rumania   | 33 - 35   |
| 12.12.05 | 21:00 | Dinamarca | -       | Ucrania   | 28 - 28   |
| 13.12.05 | 17:00 | Rumania   | -       | Alemania  | 37 - 26   |
| 13.12.05 | 19:00 | Ucrania   | -       | Brasil    | 32 - 33   |
| 13.12.05 | 21:00 | Francia   | -       | Dinamarca | 19 - 22   |
| 15.12.05 | 17:00 | Brasil    | -       | Francia   | 35 - 23   |
| 15.12.05 | 19:00 | Alemania  | -       | Ucrania   | 29 - 26   |
| 15.12.05 | 21:00 | Dinamarca | -       | Rumania   | 29 - 33   |

- (¹) -  Hora local de San Petersburgo (UTC +3)

## Fase final
|  | Semifinales               | Semifinales               |    |                           | Final                     | Final |  |
|  |                           |                           |    |                           |                           |       |  |
|  |                           |                           |    |                           |                           |       |  |
|  | 17 / 12 / 2005 - 18:00 h. |                           |    |                           |                           |       |  |
|  | Rusia                     | 31                        |    |                           |                           |       |  |
|  | Dinamarca                 | 24                        |    |                           |                           |       |  |
|  |                           |                           |    |                           |                           |       |  |
|  |                           |                           |    |                           | 18 / 12 / 2005 - 17:00 h. |       |  |
|  |                           |                           |    |                           | Rusia                     | 28    |  |
|  |                           | Rumania                   | 23 |                           |                           |       |  |
|  |                           |                           |    |                           |                           |       |  |
|  |                           |                           |    |                           |                           |       |  |
|  |                           |                           |    |                           | Tercer lugar              |       |  |
|  | 17 / 12 / 2005 - 15:30 h. | 17 / 12 / 2005 - 15:30 h. |    | 18 / 12 / 2005 - 14:30 h. | 18 / 12 / 2005 - 14:30 h. |       |  |
|  | Rumania                   | 26                        |    | Dinamarca                 | 24                        |       |  |
|  | Hungría                   | 24                        |    |                           | Hungría                   | 27    |  |

## Medallero
| Medalla de oro | Medalla de plata | Medalla de bronce |
| Rusia          | Rumania          | Hungría           |

## Estadísticas

### Clasificación general
| 1. Rusia                |
| 2. Rumania              |
| 3. Hungría              |
| 4. Dinamarca            |
| 5. Países Bajos         |
| 6. Alemania             |
| 7. Brasil               |
| 8. Corea del Sur        |
| 9. Noruega              |
| 10. Ucrania             |
| 11. Croacia             |
| 12. Francia             |
| 13. Austria             |
| 14. Eslovenia           |
| 15. Macedonia del Norte |
| 16. Angola              |
| 17. China               |
| 18. Japón               |
| 19. Polonia             |
| 20. Argentina           |
| 21. Costa de Marfil     |
| 22. Camerún             |
| 23. Uruguay             |
| 24. Australia           |

### Máximas goleadoras
| Campeonato Mundial de Balonmano Femenino de 2005 - Top 10 | Campeonato Mundial de Balonmano Femenino de 2005 - Top 10 | Campeonato Mundial de Balonmano Femenino de 2005 - Top 10 |
| --------------------------------------------------------- | --------------------------------------------------------- | --------------------------------------------------------- |
| 1                                                         | Nadine Krause (GER)                                       | 60 (15 pen)                                               |
| 1                                                         | Tatjana Logvin (AUT)                                      | 60 (21 pen)                                               |
| 3                                                         | Anita Görbicz (HUN)                                       | 56 (18 pen)                                               |
| 4                                                         | Grit Jurack (GER)                                         | 55 (10 pen)                                               |
| 5                                                         | Katrine Fruelund (DEN)                                    | 54 (24 pen)                                               |
| 6                                                         | Idalina Borges Mesquita (BRA)                             | 53 (6 pen)                                                |
| 6                                                         | Woo Sun-hee (KOR)                                         | 53                                                        |
| 8                                                         | Svitlana Pasicnik (CRO)                                   | 52 (23 pen)                                               |
| 8                                                         | Olena Reznir (UKR)                                        | 52 (34 pen)                                               |
| 10                                                        | Valentina Ardean-Elisei (ROM)                             | 51 (2 pen)                                                |